# Jacques Champion de Chambonnières

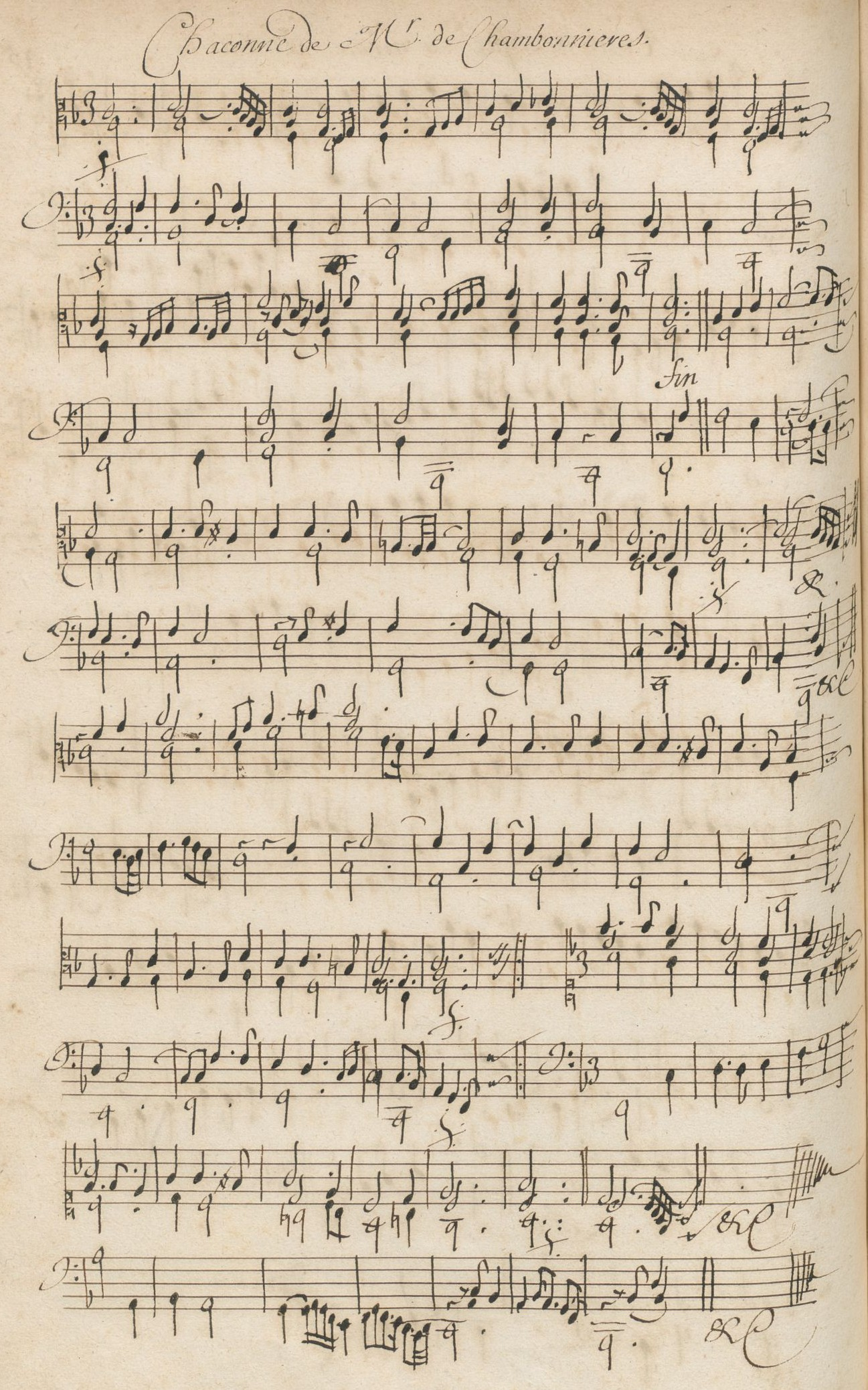
Leghíresebb műve, az F-dúr Chaconne (Bauyn-kézirat, fol. 45v.

Jacques Champion de Chambonnières (1602 – 1672) a 17. századi francia csembalóiskola egyik legnagyobb képviselője, korának talán legnagyobb tekintélye Európa-szerte. Fényes karriert futott be a királyi udvarban. Később fokozatosan kegyvesztett lett, szegénységben halt meg.

## A korai évek
Zenész családba született; nagyapját Marin Mersenne korának legnagyobb kontrapunktistájának nevezte, apját is nagyra tartotta – neki John Bull ajánlott egy darabot. (Nevét anyai nagyapjától vette fel, apját Championnak hívták.)
Nagy tehetségnek kellett lennie, mert már tízévesen megkapta a jogot, hogy apja állását örökölje a királyi udvarban. Húszéves korában elvette első feleségét, apjától továbbra is nagylelkű támogatást élvezett, mígnem apjának felesége váratlanul még két gyermeket szült. Apja látta a zsugorodó családi vagyont és nagyfiának önző természetét, igyekezett igazságosan elosztani a vagyon fennmaradó részét. 1631-ben megírt és aláírt egy dokumentumot, amely a legrészletesebb dokumentum lett a Champion családról. Ez a déclaration részletes adatokkal szolgál a családi körülményekről, és rögzíti, hogy Chambonnieres-nek 3000 fontot kell fizetnie az anyjának, fiú- és lánytestvérének, mint egyfajta kifizetés az udvari pozícióért és más javakért, amelyekben apja részeltette.

## 1632–1657: Út a hírnévhez
Apja támogatásával a Párizsban született Chambonnières talán már tízes éveinek végén az udvarnál dolgozott, 1632-re megkapta a „gentilhomme ordinaire de la Chambre du Roy” címet. Az 1630-as években lett nagyon híres, először csembalistaként, majd kicsivel később táncosként.  Mint táncos először a Ballet de la marine-ban lépett fel 1635-ben, a király (XIII. Lajos) előtt. 1637-ben fizetése ugyanannyi volt, mint apjának, és annak 1642-ben bekövetkezett halála után Chambonnières lett az egyetlen csembalista az udvarban. Nemcsak ezt csinálta, hanem fizetős koncerteket is szervezett  1641-ben – talán ez volt az első ilyen típusú vállalkozás Franciaországban – az 1650-es évekig. A legkorábbi jegyzői végzés szerint 1641. október 17-től egy éven át minden szerda és szombat délben tízfős társaság zenél. Vokális és hangszeres művek hangzottak el, de részletek nem maradtak fent.
Chambonnières tanítással is növelte jövedelmét, a francia csembalista iskola nagy hatású alakja lett, például olyan külföldi szerzőket is tanított, mint Froberger. Tanítványa volt Jacques Hardel és Jean-Henri d'Anglebert, de a Couperin-család felemelkedésében játszott szerepe miatt különösen fontos az ő személye. 1650-1651-ben Louis Couperin és testvérei kis magánkoncertet adtak Chambonnières birtokán, Le Plessis-Feu-Aussoux-ban, hogy megünnepeljék az idős szerző névnapját. Játékuk és zenéjük (melyet Louis írt) annyira megragadta Chambonnières-t, hogy minden támogatást megadott a Couperin-fiúknak, akik mind a hárman hamarosan Párizsban építették karrierjüket.
Chambonnières felesége az 1650-es évek elején meghalt. Második feleségét, egy udvari törvényszéki tiszt lányát (Marguerite Ferret) vette el 1652 decemberében. Ahogyan a Fronde polgárháború zajlott, Chambonnières karrierje még mindig emelkedőben volt. (Fronde: az idegen származású főminiszter, Mazarin ellen lázadó francia nemesség és a parlamentek polgárháborúja.) Koncerteket adott, tanított, és eldöntötte, hogy Brabant ba (németalföldi tartomány) megy koncertkörútra. Koncertsorozatot adott Assemblée des honnestes curieux címmel az 1650-es évek közepén, 1655 őszén Christiaan Huygens polihisztor, fizikus, matematikus, csillagász, a zeneélet nagy ismerője is hallotta őt az egyiken. Chambonnières táncos karrierje is folytatódott: 1653 februárjában a Ballet royal de la nuit keretében lépett fel, a fiatal XIV. Lajos és Jean-Baptiste Lully oldalán, 1654 áprilisában pedig részt vett abban a balettjelenetben, amelyet Carlo Caproli operájába, a Le nozze di Peleo e di Theti-nek volt a része. Chambonnières csembalóművei már az 1650-es évek végétől megjelentekkéziratos gyűjteményekben, de egy művét sem jelentette meg nyomtatásban.

## 1657–1672: Apadó jólét
Chambonnières anyagi helyzete talán már az 1650-es évek elején megingott, amikor a Fronde felkelő seregei elpusztították Brie tartományt, ahol birtoka is volt. Az első komoly veszteség akkor érte, amikor 1657-ben egy per folyományaként el kellett adniuk a Le Plessis-Feu-Aussoux birtokot viszonylag kis összegért. Nyáron a felesége, Marguerite különállósági dekrétumot szerzett, és eladta a zeneszerző javainak egy részét. Chambonnières karrierjének az első csapás szintén 1657-ben érkezett, a királytól, aki Étienne Richard-t szerződtette a királyi csembalótanári posztra, így megsértve Chambonnières hírnevét, és gyengítve udvari pozícióját. Évtizedekkel később Évrard Titon du Tillet (Le parnasse français kötet) egy udvari tervről ír, ami arra irányult, hogy Chambonnières-t mozdítsák el posztjáról, és helyettesítsék Louis Couperinnel. Ez a terv kudarcba fulladt, mert Couperin visszautasította az ajánlatot, jótevője és barátja iránti lojalitásból.
1660 végén Chambonnières márkinak nevezte magát, de már komoly anyagi gondokkal küzdött. Ő és felesége még együtt éltek, a feleség korábbi akciói ellenére. Udvari pozíciói miatt folyamatosan támadta egy általa alantas és gonosz klikknek nevezett csoport, és járandóságát is megvonták, valószínűleg ennek a csoportnak a hatására. 1662 októberében visszavonult, és átadta posztjának jogát d’Anglebert-nek 2000 fontért. Utóbbinak rögtön át kellett vennie a feladatokat, fizetést viszont nem kapott. Jean Rousseau violajátékos szerint Chambonnières-t kötelezték a visszavonulásra, amiért nem eljátszani egy basso continuo kíséretet. Chambonnières több szerencsétlenségét szinte biztosan az okozta, hogy Jean-Baptiste Lully-t nevezték ki kamarazenei főfelügyelőnek (Surintendant de la musique de la chambre): megtanulni basso continuó-t játszani, kisebbítette volna Chambonnières státuszát az udvarban, illetve Lully zenekarának egy háttér-elemére redukálta volna szerepét. Visszavonulása után Chambonnières bizonyára folytatta a koncertezést, hogy megéljen, de csak egy fellépésének maradt nyoma: 1665. november 1-én, az Orleans-i hercegnő szalonjában. Két kötet csembalózenét publikált 1670-ben, és két évvel később meghalt, nehéz anyagi helyzetben. A halála utáni leltárban bútorok, szőnyegek vannak listázva, erősen használt állapotban, valamint négy billentyűs hangszer: két csembaló (az egyik valószínűleg kétmanuálos hangszer), egy spinét és egy regál.

## Művei
A kéziratos források hiánya miatt keveset tudunk a 17. század első felének csembalózenéjéről, Chambonnières az egyetlen nagy zeneszerző, akinek fennmaradt terjedelmes életműve. 150 darab, szinte mindegyik tánctétel. Közülük 60-at publikált ő maga 1670-ben a Les pièces de clavessin két kötetében, a többi darab mintegy 20 másik kéziratban maradt fenn, melyeket csak a 20. század közepén, illetve második felében fedeztek fel. Ezek közül a két legjelentősebb (mint Louis Couperinnél): Bauyn-kézirat (Párizs) és Guy Oldham kézirata (London). A Bauyn-kézirat szinte valamennyi nyomtatásban megjelent művét tartalmazza (másik verzióban, lásd lentebb), az Oldham-kéziratban 22 darab található tőle, 13 maga Chambonnières kézírásával, és legalább egy (Allemande Le moutier) kifejezetten ebbe a kéziratba íródott. Chambonnières stílusa őt megelőző és vele egy időben élt csembalisták (Étienne Richard, Pierre de la Barre) hatására formálódott, érett, de talán még fontosabb a francia lantiskola hatása: René Mesangeau, Germain Pinel, Ennemond Gaultier, Denis Gaultier. Ő teremtette meg a francia csembalista iskola alapjait, ő alkalmazta először a lantosoktól átvett style brisét. Az ellenpont is gyakran feltűnik műveiben: talán apja szellemi hagyatéka (lásd Thomas Champion a kontrapunktista). Darabjainak nagy többsége allemande, courante, sarabande, gigues, a kor tipikus tánctételei. A courante-ok száma kiugróan magas: több mint 60 van belőlük. Ezek mellett írt 4 pavane-t, 3-4 chaconne-t (ezek terjedelmesek, nagyszabásúak). Érdekes, hogy nem maradt fent tőle prelude, noha ez a műfaj nagyon népszerű volt (ő az egyetlen jelentős zeneszerző, akinek nem maradt fent prelude-je, noha a B-Bc 27220 kéziratban található kilenc névtelen prélude non mesuré akár az ő műve is lehet). Számos darabja több változatban maradt fent, és nem kis változások vannak köztük. A nyomtatásban megjelent művekből a Bauyn-kéziratban például teljesen hiányoznak a díszítések, míg a publikált változatban bőségesen vannak díszítések ezekben a darabokban. Érdekes példa a Pavane L'entretien des Dieux, amelynek Bauyn-kéziratbeli formájában mindössze egy trilla található, a nyomtatott változatban azonban ez a trilla hiányzik, viszont másik 62 megjelenik. Másik példa a Sarabande Jeunes zéphirs: 11 forrásban található, és a 11 változat között két egyforma. Másik probléma, hogy Chambonnières a nyomtatott köteteiben azonos hangnemű, de különböző tánctételeket tett egymás mellé, mint a barokk szvitek általában, és vannak zenei kapcsolatok a szviten belül. A kéziratos forrásokban azonban nem szvitként vannak rendezve, hanem csak hangnemként és az azonos típusú tételek egymás után következnek. Egyik leghíresebb műve az F-dúr chaconne (valójában rondó). Mersenne „a szép dallamok és a kellemes kíséret vegyítéséért”, valamint a „ritmus szépségéért” dicsérte Chambonnieres-t. Valóban: zenéjének egyik meghatározó erőssége a dallamosság. A tetszetős dallamok mögött azonban rendre megjelenik a polifónia, az összetettség (pl. Allemande La rare). Az ezt követő Courante az allemande dallamát parafrazeálja. Az 1. kötet 1. szvitjének 3 courante-ját skála köti össze.

## Fordítás
- Ez a szócikk részben vagy egészben  a   Jacques Champion de Chambonnières című angol Wikipédia-szócikk fordításán alapul.  Az eredeti cikk szerkesztőit annak laptörténete sorolja fel. Ez a jelzés csupán a megfogalmazás eredetét és a szerzői jogokat jelzi, nem szolgál a cikkben szereplő információk forrásmegjelöléseként.